# Richard Pibernik
Richard Pibernik (* 7. November 1972) ist ein deutscher Logistikwissenschaftler. Er ist Inhaber des Lehrstuhls für Logistik und Quantitative Methoden in der Betriebswirtschaftslehre an der Julius-Maximilians-Universität Würzburg.

## Leben
Pibernik studierte an der Universität Frankfurt, wo er 2001 auch promovierte und sich 2006 habilitierte. Er war von 2004 bis 2007 am Massachusetts Institute of Technology (MIT) als Research Affiliate und als Professor of Supply Chain Management im Rahmen des MIT-Zaragoza International Logistics Program am Zaragoza Logistics Center (in Spanien) tätig. Nach seiner Rückkehr nach Deutschland hatte er den Lehrstuhl für Supply Chain Management an der EBS in Wiesbaden inne. Dort war er auch Leiter des Departments für Supply Chain Management and Information Systems und Prorektor für Forschung. Pibernik ist gleichzeitig Adjunct Professor am Zaragoza Logistics Center, wo er u. a. Vorlesungen im MIT-Zaragoza International Logistics Program hält, und war Otto Mønsted Visiting Professor an der Copenhagen Business School. Seit Januar 2012 ist er an der Universität Würzburg Lehrstuhlinhaber für Logistik und Quantitative Methoden in der Betriebswirtschaftslehre.
Die Forschungsinteressen von Pibernik liegen im Bereich quantitativer Methoden für das Management von globalen Logistik- und Wertschöpfungssystemen. Er hat zahlreiche Fachaufsätze veröffentlicht und war für eine Reihe von internationalen Forschungsprojekten verantwortlich. Außerdem hat er mit Unternehmen wie Lufthansa, SAP, Alcatel-Lucent zusammengearbeitet.